# Saint-André-de-Valborgne
Saint-André-de-Valborgne é uma comuna francesa na região administrativa de Occitânia, no departamento de Gard. Estende-se por uma área de 48,71 km². Em 2010 a comuna tinha 378 habitantes (densidade: 7,8 hab./km²).